# Peter Hallberg (målarmästare)

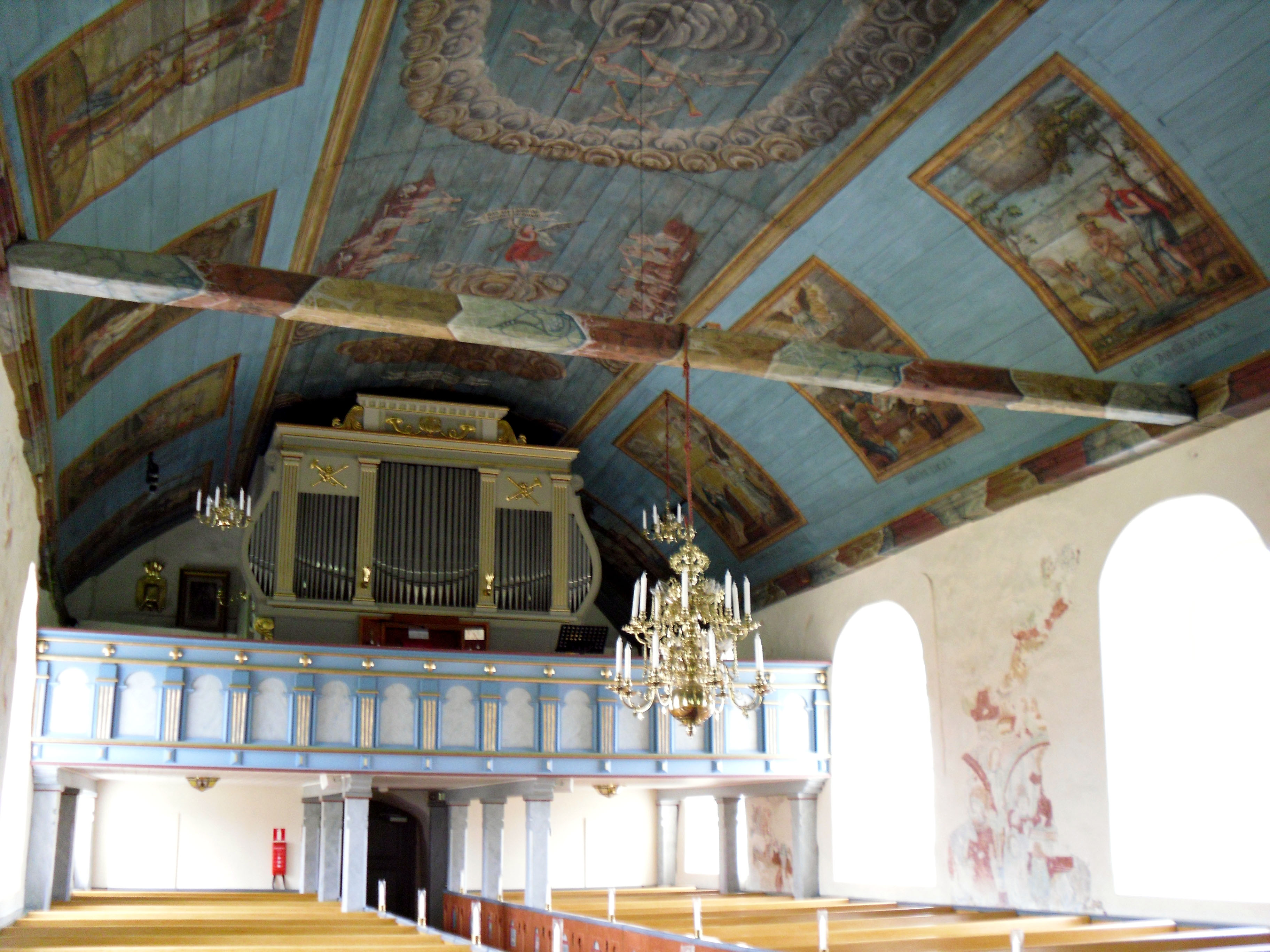
Takmålningar i Landa kyrka.

Peter Hallberg, född den 8 mars 1766 möjligen i Mårdaklevs socken, död den 14 november 1845 i Halmstad, var en svensk målarmästare.

## Biografi
Hallberg var lärling 1773-1777 hos målarmästare Vick i Göteborg och därefter gesäll. Han antogs 1794 som borgare i Halmstad och blev troligen samma år målarmästare. Han invaldes som en av stadens äldste 1806 och utsågs till rådman 1835. Han avled 1845. 
Tillsammans med hustrun Catarina Regina Haij fick han två söner, födda 1800 och 1806. De bodde på Kyrkogatan 5, nära Nikolai kyrka. Han gifte om sig två gånger och med den sista hustrun, Gustava Grubb (född 1808), fick han sin tredje son, född 1834. 
Ett antal kyrkor har till vissa delar målats av honom. Det har gällt innertak, delar av inredning och läktarbröstning. Han utförde även ritningar vid kyrkoombyggnader exempelvis för Harplinge kyrka och Söndrums kyrka. Han samarbetade ofta med Jacob Magnus Hultgren från Varberg.
Hallberg hade flera lärlingar och gesäller. Sven Christoffer Hallonlöf blev 1813 egen mästare och målare Halmstad. Andra var Anders Wennerholm född 1800, Johan Linneroth född 1806, Elias Bökman född 1805, Otto Fredrik Kruzell född 1813, Sven Sohlberg född 1808, Peter Jonasson (senare Cederström) född 1814, Peter Persson (senare Enberg) född 1813 och Anders Germundsson Ahlqvist född 1814.

## Verk
- 1789 Kungsäters kyrka. Målning av läktare med mera. Försvunnet. Kyrkan riven.
- 1801 Slättåkra kyrka. Har troligen utfört takmålningen. Bevarat.
- 1804 Landa kyrka. Takmålning. Bevarat.
- 1822-1824 Eftra kyrka. Bildhuggeri- och målningsarbeten.[1]
- 1823 Gunnarsjö kyrka. Takmålningar som senare borttagits för att ta fram Detlef Ross målningar. Målning av läktare. Bevarade.
- Början av 1800-talet Trönninge kyrka. Flera målningsarbeten. Försvunna då kyrkan har rivits.